# Syncerus
Syncerus, im Deutschen teilweise mit dem Trivialnamen Afrikanische Büffel belegt, ist eine über weite Teile Afrikas verbreitete Gattung der Rinder. Lange Zeit enthielt die Gattung nur eine einzige Art mit mehreren Unterarten, nach einer umfassenden Revision der Hornträger werden aktuell vier Arten der Gattung anerkannt. Ihre bekannteste Art ist der Kaffernbüffel (Syncerus caffer).

## Merkmale

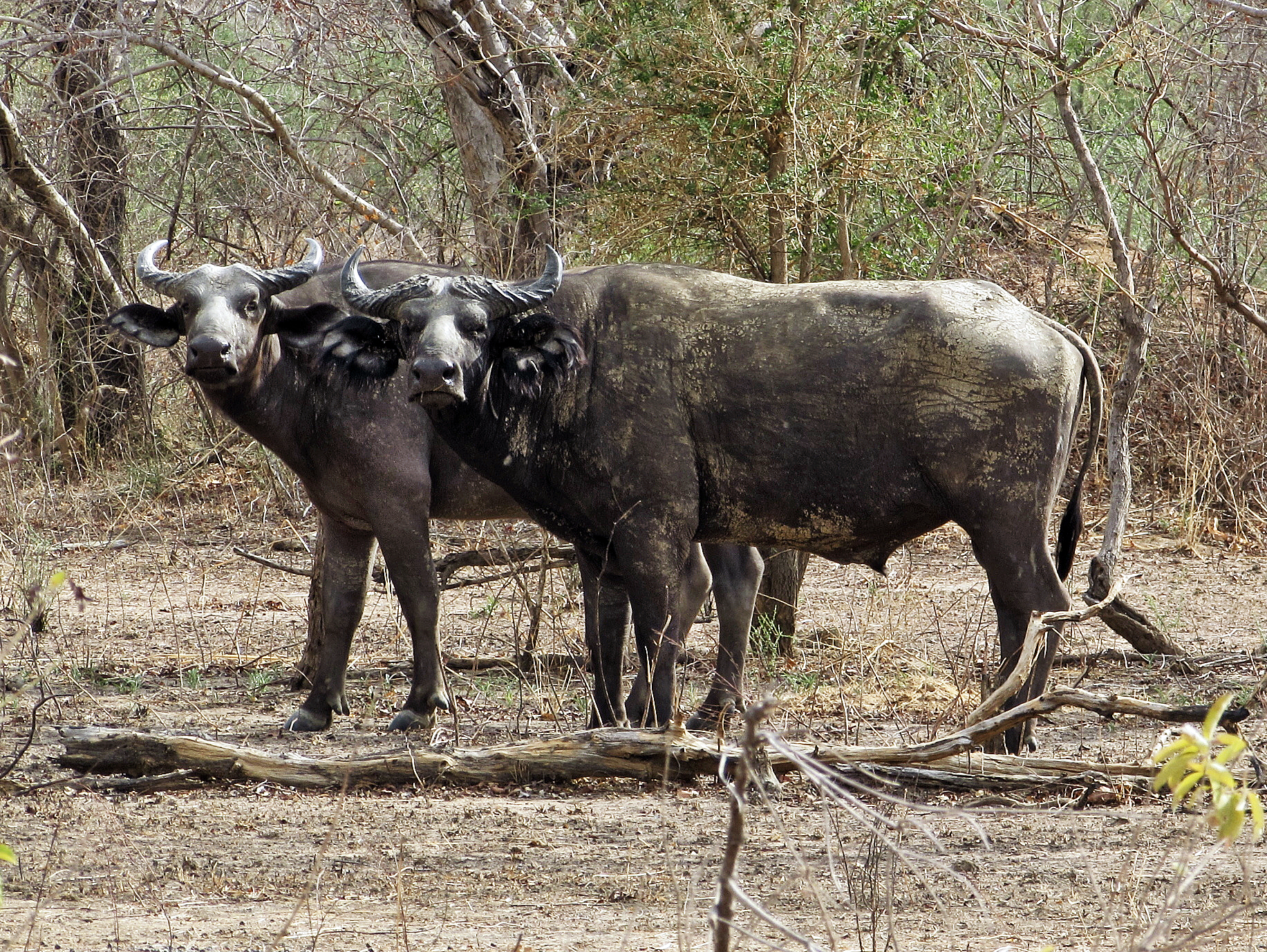
Sudan-Büffel (Syncerus brachyceros) im Pendjari-Nationalpark

Innerhalb der Gattung gibt es erhebliche Unterschiede zwischen den Arten, was die Größe und auch andere Merkmale betrifft. Groß gewachsene Bullen des Kaffernbüffels (Syncerus caffer) können eine Schulterhöhe von 1,5 bis 1,7 Metern, eine Kopf-Rumpf-Länge von 2,4 bis 3,4 Metern und ein Gewicht von 1000 Kilogramm erreichen. Der Rotbüffel (Syncerus nanus) der zentralafrikanischen Regenwälder ist mit einer Kopf-Rumpf-Länge von 1,8 bis 2,2 m, einer Schulterhöhe von 1,0 bis 1,3 m und einem Gewicht von 320 kg deutlich kleiner als die Büffel der nördlich beziehungsweise südlich und östlich angrenzenden Savannen.
Während Kälber noch dicht behaart sind, wird das Haarkleid mit zunehmendem Alter spärlicher, und alte Tiere sind fast nackt. Die Farbe ist meistens beim Kaffernbüffel schwarz und beim Rotbüffel rotbraun, kann aber bei beiden Typen auch unterschiedliche Brauntöne haben. Beide Geschlechter tragen ausladende Hörner. Die Ohren sind unter den Hörnern angesetzt. Beim Bullen sind beide Hörner durch einen Knochenschild verbunden, der dem Kopf aufsitzt. Kaffernbüffel haben sehr viel größere Hörner als Rotbüffel.

## Verbreitung

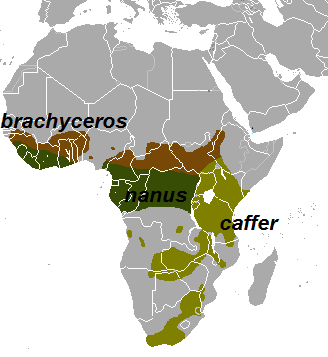
Verbreitungsgebiet der Arten von Syncerus

Die verschiedenen Arten von Syncerus haben stets nur südlich der Sahara gelebt. Die Arten haben sich einer Vielzahl von Habitaten angepasst, vom dichten Regenwald bis zur offenen Savanne. In den Bergen findet man den Virunga-Büffel (Syncerus mathewsi) bis in 3000 m Höhe. Am dichtesten sind die Bestände in Feuchtsavannen mit ganzjährig gutem Angebot von Trinkwasser, Nahrung (Gräsern) und Dickicht.

## Lebensweise

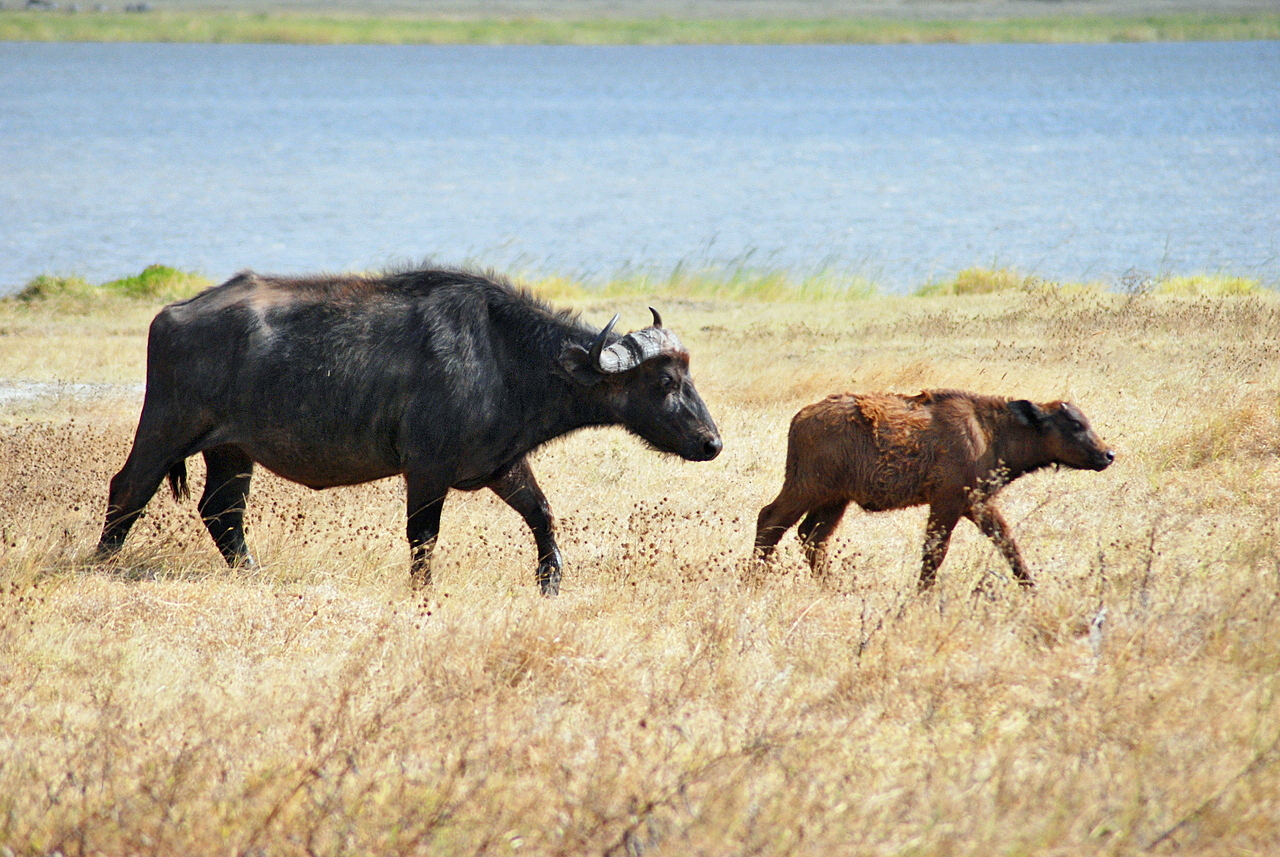
Weiblicher Kaffernbüffel mit Kalb (Ngorongoro Conservation Area, Tansania)

Die Tiere leben in Herden, die über Jahre in ein und demselben Revier bleiben und dieses auf festgelegten Routen durchwandern. Die Herden bestehen meistens aus Weibchen und ihren Jungen; während der Paarungszeit schließen sich auch Männchen den Herden an. Daneben gibt es Junggesellenherden mit jugendlichen Bullen. Eine Herde von Kaffernbüffeln besteht aus 50 bis 500 Individuen; Rotbüffel leben offenbar in sehr viel kleineren Verbänden von acht bis 20 Tieren. Wenn sich mehrere Männchen in einer Herde befinden, kommt es immer wieder zu Kämpfen, um die Hierarchie festzulegen. Afrikanische Büffel müssen jeden Tag, abhängig von der Futtersituation, ein- oder zweimal trinken, sodass ihnen Trockenheit sehr zu schaffen macht, da sie dann häufig weitere Wege von den Grasflächen zu den Trinkstellen zurücklegen müssen.
Nach einer Tragzeit von 340 Tagen kommt ein Kalb zur Welt. Männliche Jungtiere verbringen etwa zwei Jahre bei der Mutter, ehe sie die Herde verlassen müssen. Weibliche Tiere bleiben dagegen für gewöhnlich ein Leben lang in der Herde, in der sie geboren wurden. Mit vier oder fünf Jahren werden die Tiere geschlechtsreif. Ihre Lebenserwartung liegt in der Wildnis bei maximal 20 Jahren, in Zoos bei 30 Jahren.

## Feinde

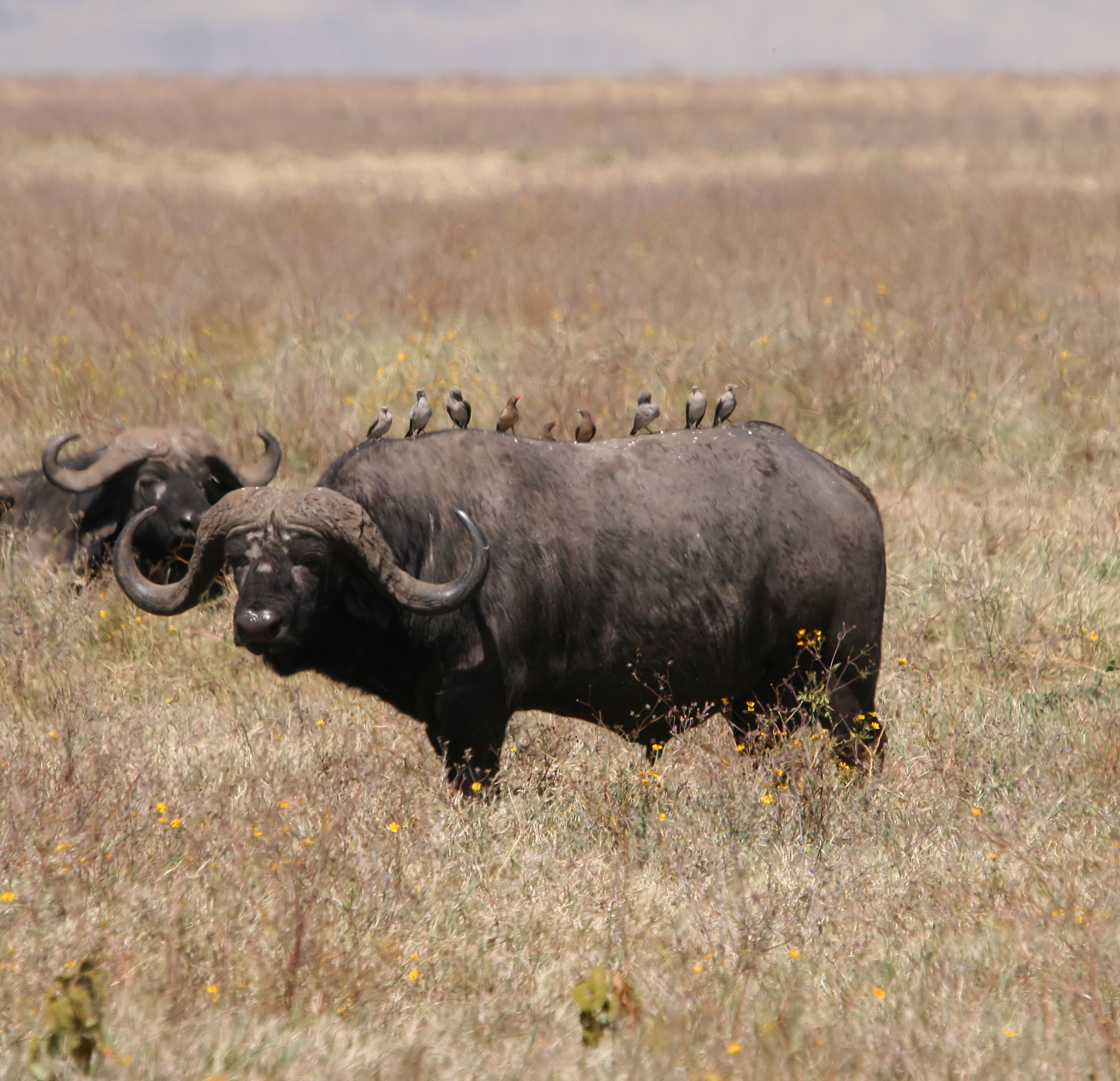
Bulle mit Madenhackern auf dem Rücken

Neben dem Menschen haben Afrikanische Büffel kaum Feinde. Löwen, Tüpfelhyänen und Leoparden versuchen gelegentlich, junge Tiere oder kranke Individuen zu erbeuten. Die gesunden Tiere der Herde wissen sich aber wirksam zur Wehr zu setzen, so dass manche Raubtiere einen solchen Versuch mit schweren Verletzungen bezahlen. Einzelne erwachsene Afrikanische Büffel fallen allerdings zuweilen durchaus Löwen oder Hyänen zum Opfer, auch große Nilkrokodile erbeuten Tiere, wenn diese Flüsse durchqueren oder zum Trinken ans Wasser kommen.
Es sind zahlreiche Parasiten wie Zecken bekannt, die in der Haut der Büffel sitzen. Deswegen sieht man oft Madenhacker auf dem Rücken der Büffel, die sich von den Schmarotzern ernähren.

## Büffel und Menschen
Der Kaffernbüffel des östlichen und südlichen Afrikas hat den Ruf, eines der gefährlichsten Wildtiere zu sein. Angeblich sollen Bullen immer wieder Menschen angreifen. Es ist aber davon auszugehen, dass dies meist auf Fälle zurückzuführen ist, in denen Farmer die Tiere von ihrem Land vertreiben wollen.
In der ersten Hälfte des 20. Jahrhunderts hat die nach Afrika eingeschleppte Rinderpest die Büffel in vielen Ländern selten werden lassen oder ganz ausgerottet. In Südafrika waren sie zwischenzeitlich ganz ausgestorben, wurden inzwischen aber wieder in den Nationalparks des Landes eingeführt. Die größte Bedrohung für die Afrikanischen Büffel ist heutzutage die zunehmende Einschränkung ihres Lebensraumes durch den hohen Bevölkerungszuwachs in weiten Teilen Afrikas.
Als Tier der Big Five wurde der Afrikanische Büffel auch auf Safaris bejagt. Diese Großwildjagden existieren auch noch heute, jedoch bei weitem nicht mehr so häufig wie Anfang und Mitte des 20. Jahrhunderts.
Einige der Syncerus-Arten gehören zu den Reservoirwirten für Theileria parva, den Erreger des ostafrikanischen Küstenfiebers. Dadurch können sich Interessenkonflikte mit Rinderhaltern ergeben.

## Namen und Systematik

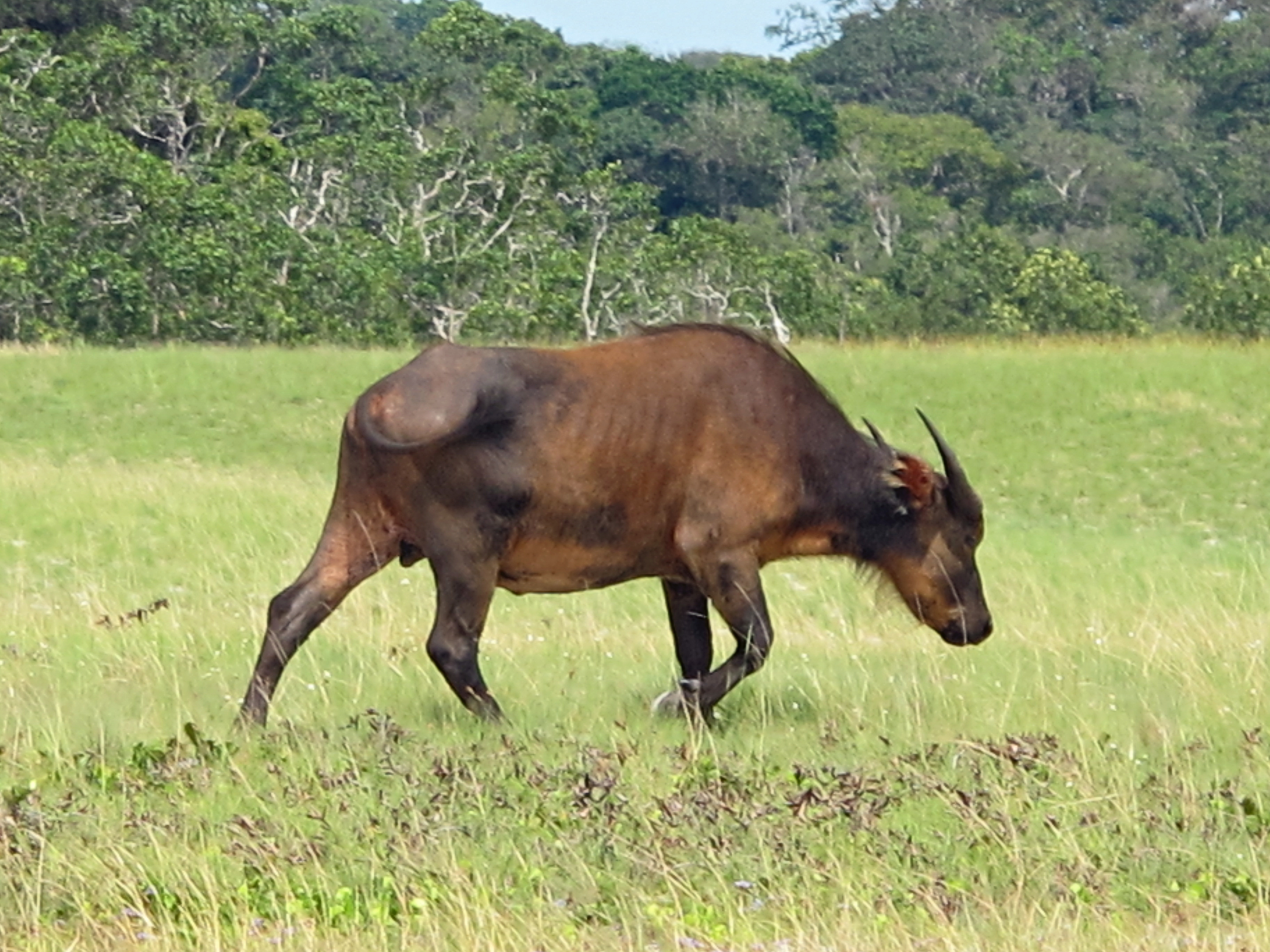
Rotbüffel (Syncerus nanus) im Loango-Nationalpark, Gabun

Der Namensbestandteil Kaffer in Kaffernbüffel ist eine in Südafrika und Namibia heute als abfällig und rassistisch gewertete Bezeichnung für Schwarze; sie stammt von dem arabischen Wort Kafir ‚Ungläubiger‘. Das Artepithet caffer im wissenschaftlichen Namen kann, da durch den Erstbeschreiber vergeben, nach den Regeln der ICZN nicht mehr geändert werden.
Ursprünglich war mit dem Kaffernbüffel nur eine Art anerkannt, der wenigstens 30 Unterarten von verschiedenen Wissenschaftlern zugewiesen wurden, aber wenige davon waren allgemein anerkannt. Übereinstimmend lassen sich relativ klar drei bis fünf Formen unterscheiden, die als eigenständige Unterarten einer Art aufgefasst wurden. Colin Peter Groves und Peter Grubb revidierten die Hornträger im Jahr 2011 und erhoben vier der fünf Unterarten in den Artstatus. Die fünfte, häufig angenommene Unterart, S. c. aequinoctialis, ist morphometrisch und forschungsgeschichtlich identisch mit dem Sudan-Büffel. Folgende Arten sind heute anerkannt:
- Sudan-Büffel oder Savannen- beziehungsweise Grasbüffel (Syncerus brachyceros (Gray, 1837))
- Kaffernbüffel (Syncerus caffer (Sparrman, 1779))
- Virunga-Büffel (Syncerus matthewsi (Lydekker, 1904))
- Rotbüffel oder Waldbüffel (Syncerus nanus (Boddaert, 1785))

Der Rotbüffel ist die kleinste Form, die sich durch eine rötlichbraune Färbung und kurze, nach hinten gerichtete, kaum geschwungene Hörner auszeichnet. Deutlich größer ist der Kaffernbüffel, der nach außen gerichtete, geschwungene Hörner besitzt und zudem besonders dunkel schwarz bis grauschwarz gefärbt ist. In der Färbung zwischen beiden liegen der Virunga- und der Sudan-Büffel, die auch in der Größe und Hornform zwischen Rot- und Kaffernbüffel vermitteln.
Die Gattung Syncerus wurde im Jahr 1847 von Brian Houghton Hodgson wissenschaftlich eingeführt. Er trennte damit die afrikanischen Büffel von den asiatischen Formen der Gattung Bubalus ab. Als Unterscheidungsmerkmal zu den asiatischen Büffeln sah er die eng beieinanderstehenden Hornbasen bei den afrikanischen Vertretern an. Zuvor waren die afrikanischen Büffel häufig innerhalb der Gattung Bubalus geführt worden. Als Typusart benannte Hodgson den Sudan-Büffel (Syncerus brachyceros). Der Gattungsname leitet sich von den griechischen Wörtern σύν- (syn- „zusammen-“) und κέρας (kéras „Horn“) ab und bezieht sich auf das von Hodgson hervorgehobene Charakteristikum der Hörner. Die Bezeichnung Syncerus setzte sich aber in der Folgezeit kaum durch. Mehr als 60 Jahre später betonte Ned Hollister erneut die deutliche Trennung der afrikanischen und der asiatischen Büffel.
Mit Pelorovis hat bis etwa 2000 v. Chr. eine andere große Rindergattung in Afrika existiert. Dieser „Riesenbüffel“ war nördlich der Sahara von Marokko bis Libyen verbreitet, im Pleistozän lebte er auch südlich der Sahara. Er hatte gewaltige Hörner mit einer Spannweite von fast 3 m. Möglicherweise war Bejagung durch den Menschen der Grund für das Aussterben des Riesenbüffels.